# Podospora perplexans
Podospora perplexans är en svampart som först beskrevs av Cain, och fick sitt nu gällande namn av Cain 1962. Podospora perplexans ingår i släktet Podospora och familjen Lasiosphaeriaceae.  Arten är reproducerande i Sverige. Inga underarter finns listade i Catalogue of Life.